# زنبق یونویی
زنبق یونویی (نام علمی: Iris junonia) نام یک گونه از سرده زنبق است.